# Smrtonosna sila
Smrtonosna sila je sila, ki bi lahko povzročila hude telesne poškodbe ali smrt drugi osebi. V večini jurisdikcij je uporaba smrtonosne sile upravičena le v skrajnih razmerah kot skrajni ukrep, kadar so odpovedana vsa manjša sredstva ali jih ni mogoče smiselno uporabiti.
Policisti lahko v posebnih okoliščinah uporabijo smrtonosno silo, ko poskušajo uveljaviti zakon. Posamezniki lahko v samoobrambi v določenih okoliščinah uporabijo smrtonosno silo. Pravila, ki urejajo uporabo smrtonosne sile za policiste, se razlikujejo od pravil za državljane.
V dvanajstem stoletju je skupni zakon dovoljeval policiji, da je uporabila smrtonosno silo, če jo je potrebovala za ujetje osumljenca kaznivega dejanja, ne glede na okoliščine. Takrat kazniva dejanja niso bila tako pogosta kot zdaj in so bila običajno kaznovana s smrtjo. Prav tako so bili uslužbenci težje ujeti osumljence, ker niso imeli tehnologije in orožja, ki sta prisotna v današnjem svetu. V sodobnem času so sodišča uporabo smrtonosne sile omejila na določene nevarne situacije.
V policijskem žargonu se smrtonosna sila imenuje tudi streljanje za ubijanje. Vrhovno sodišče je razsodilo, da lahko policisti, če se kršilec upira aretaciji, uporabijo toliko sile, kot je razumno potrebno za premagovanje upora. Ali je sila razumna, se prej določi na podlagi presoje razumnega policista na kraju dogodka in ne na podlagi zadnjega pogleda. Ker se lahko policisti znajdejo v nevarnih ali hitro spreminjajočih se situacijah, ko so potrebne odločitve v sekundah, je presoja nekoga na kraju dogodka ključnega pomena, ko se ozremo na dejanja policista.
Vrhovno sodišče je standard "objektivne razumnosti" opredelilo kot ravnovesje med pravicami osebe, ki je aretirana, in vladnimi interesi, ki dovoljujejo uporabo sile. Četrti amandma ščiti državljane ZDA pred nerazumnimi preiskavami in zasegi, v katero spada aretacija. Vrhovno sodišče je menilo, da je iskanje in zaseg smiselno, če temelji na verjetnem vzroku in če neupravičeno posega v pravice in zasebnost posameznika. Ta standard ne dvomi v namen ali motivacijo policista za uporabo smrtonosne sile med aretacijo; gleda samo na situacijo, kot se je zgodila.
Da bi bila smrtonosna sila ustavna med prijetjem, mora biti to razumna izbira v vseh takratnih okoliščinah. Zato je treba na smrtonosno silo gledati kot na možnost, ki se uporablja, kadar se verjame, da nobeno drugo dejanje ne bo uspelo. Vzorčni kazenski zakonik, čeprav ni bil sprejet v vseh državah, omejuje policijske ukrepe v zvezi s smrtonosno silo. V skladu s kodeksom policisti ne bi smeli uporabljati smrtonosne sile, razen če dejanje ne bi ogrozilo nedolžnih navzočih, osumljenec je pri storitvi kaznivega dejanja uporabil smrtonosno silo ali pa policisti verjamejo, da lahko zamuda pri aretaciji povzroči poškodbe ali smrt drugih ljudi.
Okoliščine, ki se upoštevajo, so resnost kaznivega dejanja, kolikšno grožnjo osumljenec predstavlja in poskusi osumljenca, da bi se policistu uprl ali pobegnil. Ko aretirajo nekoga zaradi prekrška, ima policija pravico domnevnega storilca ustreliti le v samoobrambi. Če policist strelja na osumljenca, obtoženega prekrška, iz drugega razloga, kot je samoobramba, je policist lahko odgovoren za kazenske ovadbe in odškodnino za poškodbe osumljenca. Ta standard je bil prikazan v primeru Iowa v zadevi Klinkel proti Saddlerju, 211 Iowa 368, 233 N.W. 538 (1930), kjer se je šerif soočil s tožbo zaradi napačne smrti, ker je med aretacijo ubil osumljenca za prekršek. Šerif je dejal, da je uporabil smrtonosno silo, da bi se branil, in sodišče je presodilo v njegovo korist.
Ko policisti nekoga aretirajo zaradi kaznivega dejanja, so jim sodišča dala malo več manevrskega prostora. Policija lahko uporabi vso silo, ki je potrebna za premagovanje upora, četudi to pomeni uboj osebe, ki jo poskuša prijeti. Če pa se dokaže, da je policist uporabil več sile, kot je bilo potrebno, je policist lahko kazensko in civilno odgovoren. V zadevi Tennessee proti Garnerju, 471 ZDA 1, 105 S. Ct. 1694, 85 L. ur. 2d 1 (1985) je vrhovno sodišče presodilo, da je kršitev četrtega amandmaja, da policisti s smrtonosno silo ustavijo bežanje osumljencev, ki niso nasilni in neoboroženi. Odločitev je z mnenjem sodnika Justice Byron r. bel, delno dejal: "Sklepamo, da takšne sile ni dovoljeno uporabiti, razen če je to potrebno za preprečitev pobega in če častnik verjetno verjame, da osumljenec predstavlja pomembno grožnjo smrti ali resno telesno poškodbo policista drugi. "
Kadar posameznik uporablja smrtonosno silo, pravilo razumnosti ne velja. Državljan mora biti sposoben dokazati, da je prišlo do kaznivega dejanja ali je bil v njem izveden poskus in da mu je grozilo smrt ali telesna poškodba. Zgolj sum kaznivega dejanja se šteje za nezadosten razlog, da bi zasebnik uporabil smrtno silo.
To je bilo dokazano v primeru Michigan People v. Couch, 436 Mich.414, 461 N.W.2d 683 (1990), kjer je obtoženi ustrelil in ubil osumljenca, ki je bežal s kraja zločina. Vrhovno sodišče v Michiganu je presodilo, da Archie L. Couch ni imel pravice uporabiti smrtonosne sile proti osumljencu kaznivega dejanja, ker osumljenec Couchu ni predstavljal grožnje poškodbe ali smrti.
Strelno orožje, orožje z rezili, eksplozivi in vozila spadajo med orožje, katerega uporaba velja za smrtonosno silo. Žaljiva uporaba netradicionalnega orožja, na primer bejzbol palice, ostrega svinčnika, železa za pnevmatike ali drugega, se lahko šteje za smrtonosno silo.
Stopnja pobojev ameriške policije je bila v zadnjih petih letih razmeroma stabilna (z nizkimi 962 smrtnimi žrtvami leta 2016 in visokimi 1.004 smrtnimi primeri leta 2019). Stopnja pobojev ameriške policije je 3,05 umorov na milijon prebivalcev. Stopnja usmrtitve črncev v ameriški policiji je 5,34 na milijon; Hispanics je 2,63 na milijon; belih je 1,87 na milijon; in drugih je 1,5 na milijon prebivalcev. Stopnja usmrtitve črncev ameriške policije je 2,86-krat večja od stopnje ubijanja belcev ameriške policije. Črnci so žrtve šestkrat več umorov, storilci kaznivih dejanj pa v skoraj osemkrat več umorov kot belci. Stopnje pobojev ameriške policije so neugodne v primerjavi z drugimi jurisdikcijami. 

## Štiri pravila smrtonosne sile
Katera so štiri pravila smrtonosne sile?
To so: samoobramba, obramba tretje osebe, preprečevanje kriminala in kazenski pregon. Vsako od teh področij ima posebne zahteve, ki jih je treba izpolniti, da se prepreči kazenska odgovornost. Uporabite lahko le toliko sile, ki je primerna in potrebna v tej situaciji.

## Pravne podlage v Sloveniji
V Sloveniji lahko v različnih zakonih najdemo pravne podlage za uporabo smrtonosne sile oz. uporabo prisilnega sredstva, strelno orožje, ki je največkrat v povezavi s smrtonosno silo. Zakon, v katerem najdemo pravno podlago, ki opravičuje uporabo strelnega orožja ali smrtonosne sile je Zakon o nalogah in pooblastilih policije (ZNPPol).
Pravno podlago za uporabo smrtonosne sile oz. uporabo strelnega orožja najdemo v 96. in 97.členu ZNPPol:
- ZNPPol, 96.člen (uporaba strelnega orožja):
  - Pri opravljanju policijskih nalog smejo policisti uporabiti strelno orožje samo, če ne morejo drugače:  - odvrniti od sebe ali koga drugega sočasnega protipravnega napada, s katerim je ogroženo življenje, ali  - preprečiti, da bi oseba, ki ima v okoliščinah, ki kažejo na storitev kaznivega dejanja, za uporabo pripravljeno strelno orožje, eksplozivna sredstva ali druge nevarne predmete ali snovi, z njimi ogrozila življenje ene ali več oseb.
  - Za napad na policista ali drugo osebo iz prve alineje prejšnjega odstavka se šteje tudi, če oseba seže po orožju, drugem nevarnem predmetu ali snovi, jih potegne ali poskusi potegniti ali drži v položaju, v katerem lahko v trenutku pride do napada.
  - Preden policist uporabi strelno orožje, mora, če okoliščine glede na varnost policista ali drugih oseb to dopuščajo, osebo, zoper katero naj bi uporabil strelno orožje, opozoriti s klicem: »Stoj, policija, streljal bom!« ter z opozorilnim strelom v varno smer.

- ZNPPol, 97.člen (posebni pogoji za uporabo strelnega orožja):
  - Če oseba, zoper katero policisti smejo uporabiti strelno orožje, beži ali se umika proti skupini oseb ali se v njej nahaja, smejo policisti streljati le, če oseba neposredno ogroža življenje oseb.
  - Če se oseba, zoper katero smejo policisti uporabiti strelno orožje, nahaja v bližini državne meje ali se ji približuje, morajo policisti streljati tako, da izstrelek ne preleti državne meje.

Po uporabi katerega koli prisilnega sredstva se mora o tem poročati najkasneje do konca delovnega časa. Pravna podlaga za izvedbo vseh postopkov po uporabi sredstev si v Zakonu o nalogah in pooblastilih policije (ZNPPol) sledi tako.
- ZNPPol, 131.člen (poročanje o uporabi prisilnih sredstev):
  - O vsaki uporabi prisilnega sredstva mora policist čimprej, najpozneje pa do konca delovnega časa, ko je uporabil prisilno sredstvo, poročati pisno v obliki uradnega zaznamka o uporabi prisilnih sredstev.
  - V uradni zaznamek policist navede datum, čas in kraj uporabe prisilnega sredstva, vrsto uporabljenega prisilnega sredstva, podatke o osebi, proti kateri ga je uporabil, policijsko pooblastilo, ki ga je izvajal pred uporabo prisilnega sredstva, vzrok in način uporabe, posledice in druge okoliščine, ki so pomembne za oceno zakonitosti in strokovnosti uporabe prisilnega sredstva.
  - Policist mora neposredno po uporabi ustno obvestiti vodjo policijske enote, če je zaradi uporabe prisilnih sredstev nastala telesna poškodba ali premoženjska škoda ali je uporabil strelno orožje.
  - Ne glede na določbe prejšnjih odstavkov mora policist o vsaki sprožitvi strelnega orožja takoj ustno obvestiti vodjo policijske enote, razen med vajami v streljanju.
- ZNPPol, 132.člen (preverjanje zakonitosti in strokovnosti uporabe policijskih pooblastil):
  - Vodja policijske enote ali oseba, ki jo ta pooblasti, mora spremljati zakonitost in strokovnost uporabe policijskih pooblastil.
  - Oseba iz prejšnjega odstavka mora vsako uporabo prisilnega sredstva preveriti in oceniti, ali je bilo uporabljeno zakonito in strokovno, razen če je za preveritev in oceno zakonitosti in strokovnosti uporabe ustanovljena komisija iz 133. člena tega zakona.
  - Če prisilno sredstvo uporabi ali uporabo odredi vodja policijske enote, zakonitost in strokovnost uporabe preveri in oceni njemu nadrejeni vodja, kateremu je odgovoren za delo, ali oseba, ki jo ta pooblasti.
  - Oseba iz prvega odstavka tega člena ima za preveritev in oceno zakonitosti in strokovnosti uporabe prisilnega sredstva enake pristojnosti, kot jih za komisijo določa 136. člen tega zakona.
- ZNPPol, 133.člen (komisija):
  - Če policist izstreli opozorilni strel, uporabi električni paralizator ali je bilo prisilno sredstvo, razen sredstev za vklepanje in vezanje, uporabljeno proti najmanj petim osebam in je bila pri tem povzročena lahka telesna poškodba, mora direktor policijske uprave, na območju katere je bilo prisilno sredstvo uporabljeno, ali vodja notranje organizacijske enote generalne policijske uprave, če je prisilno sredstvo uporabil policist generalne policijske uprave, imenovati najmanj tričlansko komisijo, ki preveri okoliščine uporabe prisilnega sredstva in napiše poročilo, v katerem oceni, ali je bilo prisilno sredstvo uporabljeno zakonito in strokovno.
  - Če policist uporabi strelno orožje ali s prisilnim sredstvom povzroči hudo telesno poškodbo, posebno hudo telesno poškodbo ali smrt, komisijo imenuje generalni direktor policije.
  - Pristojne osebe za ustanovitev komisije lahko imenujejo komisijo tudi za preveritev drugih primerov uporabe prisilnih sredstev ali drugih policijskih pooblastil.
- ZNPPol, 134.člen (sestava komisije):
  - Komisija iz prejšnjega člena mora biti sestavljena iz lihega števila uslužbencev policije, ki niso povezani s primerom ali policistom, ki je prisilno sredstvo uporabil.
  - Če se oseba, ki je komisijo imenovala, ne strinja z njenimi ugotovitvami, lahko zahteva dodatna preverjanja.
  - Če se oseba iz prvega odstavka prejšnjega člena, ki je komisijo imenovala, po dodatnem preverjanju okoliščin še vedno ne strinja z ugotovitvami, sme predlagati, da generalni direktor policije imenuje novo komisijo. Odločitev te komisije je dokončna.
- ZNPPol, 135.člen (seznanitev z imenovanjem komisije):
  - Sklep o imenovanju komisije in poročilo komisije se posredujeta generalnemu direktorju policije in notranji organizacijski enoti, pristojni za usmerjanje in nadzor policije pri ministrstvu, pristojnemu za notranje zadeve (v nadaljnjem besedilu: ministrstvo).
- ZNPPol, 136.člen (pristojnosti komisije):
  - Člani komisije lahko zahtevajo dokumentacijo o dogodku (kopijo, izpis ali prepis), opravijo razgovor s policistom in osebo, zoper katero je uporabil prisilno sredstvo, policisti in drugimi osebami, ki so bile priče ali bi lahko kaj vedele o dogodku, v katerem je policist uporabil prisilno sredstvo, ter jih po potrebi soočiti, si ogledajo kraj uporabe, proučijo način uporabe prisilnega sredstva, pregledajo morebitne posnetke, pridobijo informacije in mnenja strokovnih služb policije, strokovnjaka sodne medicine oziroma drugih strokovnjakov, vpogledajo v podatke iz evidenc, vpogledajo v baze tehničnih informacij, ki pojasnjujejo, prikazujejo ali drugače zapisujejo dogodek, pri katerem je prišlo do uporabe prisilnih sredstev (registrafon, videonadzor, GPS in druge oblike sledenja, registrator brezžičnih komunikacij in podobno), ter po potrebi zahtevajo kopije, izpise ali prepise, zahtevajo dokazila o usposobljenosti policista za uporabo prisilnih sredstev ter opravijo druge ukrepe in dejanja, ki so potrebna za preveritev okoliščin uporabe prisilnega sredstva.

## Pravo Združenih držav
Oborožene sile ZDA opredeljujejo smrtonosno silo kot "silo, ki jo bo verjetno povzročila ali za katero oseba ve ali bi morala vedeti, da bi ustvarila znatno tveganje za povzročitev, smrt ali resne telesne poškodbe ali poškodbe.". V ZDA je uporaba smrtonosne sile s strani zapriseženih uslužbencev organov pregona zakonita, kadar policist utemeljeno meni, da oseba resno ogroža resne telesne poškodbe ali smrt zase ali druge. Uporaba smrtonosne sile s strani organov pregona je zakonita tudi, če se uporablja za preprečevanje pobega bežečega kriminalca, kadar policist meni, da bi pobeg pomenil znatno grožnjo resnih telesnih poškodb ali smrti za javnost. Običajno pravo je policistom dovolilo uporabo katere koli sile, ki je potrebna za izvršitev kaznivega dejanja, vendar je bilo to omejeno v sodbi Tennessee proti Garnerju leta 1985, ko je vrhovno sodišče ZDA reklo, da "smrtonosna sila ... ni dovoljena, razen če je potrebna za preprečitev pobega in policist verjetno verjame, da osumljenec ogroža smrt ali resno telesno poškodbo policista ali drugih. "
Večina organov pregona vzpostavi kontinuum uporabe sile, s preprosto prisotnostjo s smrtonosno silo. S tem modelom policisti poskušajo nadzirati predmete in situacije z najmanjšo potrebno silo. Agencije imajo pogosto politike, ki omejujejo silo, ki je bila v preteklosti enaka, ali eno stopničko višje na kontinuumu do sile, ki ji nasprotujejo. 
Uporaba smrtonosne sile med civilisti je na splošno upravičena, če upravičeno verjame, da je ali je nedolžno življenje v neposredni smrtni nevarnosti ali resni poškodbi. Utemeljitev in pritrdilna obramba se razlikuje glede na državo in lahko vključuje nekatera premoženjska kazniva dejanja, posebna kazniva dejanja zoper otroke ali preprečevanje spolnih napadov. 
Ameriška zakonodaja zahteva preiskavo, kadar oseba povzroči smrt druge osebe, vendar se mehanizem za takšne preiskave lahko razlikuje glede na državo. Preiskava razvija dokaze o uporabi smrtonosne fizične sile za določeno državo ali jurisdikcijo. Preiskavo lahko izvede lokalna ali državna policijska agencija in tudi civilna agencija, na primer okrajni tožilec ali državni tožilec. Poročilo o ugotovitvah take preiskave se lahko predloži v pregon in objavi.

## Strelno orožje v slovenski policiji
Pravilno in odgovorno ravnanje s strelnim orožjem je zelo pomembno in mora biti vedno nadvse pazljivo. Z vsakim strelnim orožjem je potrebno ravnati s skrbnostjo in odgovornostjo. Nesreče se lahko pripetijo tudi takrat, ko smo pazljivi in previdni, kaj šele, če na to nismo pozorni. Skrbnost pri rokovanju s strelnim orožjem pa se kaže predvsem v pravilni in strokovni uporabi, pravilnem nošenju, prenašanju, pravilni hrambi orožja in skrbi, da je orožje vedno v brezhibnem stanju, ter da se uporabi le v res skrajnih primerih oziroma po navodilih nadrejenih. 
Smrtonosni strel je najhujša oblika uporabe strelnega orožja in se razlikuje od uporabe drugih prisilnih sredstev, ki ravno tako lahko povzročijo smrt. Razlika je kvalitativna. Pravzaprav policist nikoli ne bi smel uporabljati strelnega orožja, da bi osebo usmrtil, vendar je verjetnost smrtne poškodbe pri uporabi strelnega orožja vseeno velika.
V Zakonu o policije je veljalo, da mora policist uporabiti sistematizirano službeno strelno orožje, razen seveda v primeru, ko je ogroženo njegovo ali življenja udeleženih oseb, takrat lahko uporabi tudi katero koli drugo orožje. Policist ima pravico nositi orožje ter strelivo, seveda v skladu s predpisom, ki ga izda minister.
V 20. členu ZNPPol je določeno, da ima policist pravico in dolžnost imeti in nositi orožje, strelivo ter druga prisilna sredstva skladno s podzakonskim predpisom, ki ga izda minister (ZNPPol).
S prevzemom strelnega orožja, se mora policist zavezati, da bo za svoje orožje skrbno in vestno skrbel in z njim ravnal, kar se da odgovorno. Hramba strelnega orožja in streliva mora biti v zaklenjeni, ognjevarni omari, sefu ali podobnem zavarovanem prostoru. Orožje in strelivo pa morata biti ločena.

## Uporaba strelnega orožja
Slovenski policisti so se od leta 2005 pa do 2015 petkrat znašli v taki situaciji, da so morali streljati na osumljence, in sicer dvakrat leta 2007 in po enkrat v letih 2009, 2012 in 2014. Ob tem velja opozoriti, da policija v statistiko uporabe strelnega orožja ne šteje izstrelitev opozorilnega strela.